# القصور العثمانية في إسطنبول
هذه قائمة بالقصور التي بُنيت بتكليف من بعض أفراد السلالة العثمانية في مدينة إسطنبول في تركيا. بعض هذه المباني هي بيوت صيفية أو قصور.

## القائمة
| الصورة                                 | الاسم                             | معنى الاسم | زمن البناء                  | بتكليف مِن        | ملاحظات |
| -------------------------------------- | --------------------------------- | --- | --------------------------- | ---------------- | --- |
| قصر طوب قابي من البوسفور               | قصر طوب قابي قصر بوابة المدفع     | أطلق السُلطان محمد الفاتح على هذا القصر اسم سراى جديد (القصر الجديد). وأخذ القصر اسمه الحالي خلال عهد السُلطان محمود الأول عندما تدمر واحترق القصر الساحلي (Topkapusu Sâhil Sarâyı، قصر باب المدفع الساحلي)، وغُير اسمه إلى القصر الجديد. | 1460-1478                   | محمد الفاتح      | - قام ببناء القصر علاء الدين وداود آغا. - حصل حريق كبير في القصر في تاريخ 24 يوليو 1665م                                            |
| قصر آينالي كواك                        | قصر آينالي كواك                   | يطلق على القصر أيضاً اسم ترسانة سراي (ترسانة تعني: حوض بناء السفن)، على الرغم من أنه يعرف باسم قصر آينالي كواك منذ القرن السابع عشر. | 1613-1614                   | أحمد الأول       | - وُلد السلطان إبراهيم الأول في هذا القصر. - وقعت معاهدة آينالي كواك بين الروس والعثمانيين في هذا القصر في 10 مارس 1779م             |
| قصر يلدز                               | قصر يلدز قصر النجمة               | كلمة يلدز تعني (باللغة التركية: Yıldız) نجمة. | في نهايات القرن الثامن عشر. | سليم الثالث.     | - كان القصر مقر إقامة السُلطان عبد الحميد الثاني من سنة 1889م حتى سنة 1909م.                                                         |
| قصر طولمه باغجه كما يرى من البوسفور    | قصر طولمه باغجه قصر الحديقة الرَدْم | تأتي كلمة Dolmabahçe طولمه باغجه من اللغة التركية وتعني: يُعبأ ويُقوم بالحجارة والتراب والحطام وغير ذلك، وكلمة باغجه تأتي من اللغة الفارسية وتعني الحديقة الصغيرة، وتعني في اللغة التركية الحديقة أو البستان.                            | 1843-1856                   | عبد المجيد الأول | - كان القصر مقر إقامة السلاطين العثمانيين مُنذ سنة 1853 حتى سنة 1889م، ومن سنة 1909م حتى 1922م. - قام ببناء القصر غرابت عمرا باليان. |
| Ihlamur Palace Ceremonial House        | قصر أهلامور قصر الزيزفون          | اسم أهلامولا يأتي من اللغة اليونانية ويعني زيزفون. | 1849-1855                   | عبد المجيد الأول | - قام ببناء القصر أحد أبناء عائلة باليان.                                                                                           |
| Küçüksu Palace seen from the Bosphorus | قصر كوجوكسو                       | كوجوسو من اللغة التركية küçük تعني "صغير" وكلمة su تعني "ماء". | 1856-1857                   | عبد المجيد الأول | - قام ببناء القصر أحد أبناء عائلة باليان.                                                                                           |
| Beylerbeyi Palace from the Bosphorus   | قصر بكلربكي قصر أمير الأمراء      | كلمة بكلربكي تأتي من اللغة التركية وتعني أمير الأمراء. | 1863-1865                   | عبد العزيز الأول | - قام ببناء القصر سركيس باليان. |
| Çırağan Palace seen from Bosporus      | قصر جراغان قصر الشعلة             | كلمة Çırağan تأتي من اللغة الفارسية čerâğ وتعني شعلة. | 1863-1871                   | عبد العزيز الأول | - قام ببناء القصر عدد من أفراد عائلة باليان.                                                                                        |

## هوامش
1. 1 2  Topkapı Palace Museum نسخة محفوظة 08 نوفمبر 2013 على موقع واي باك مشين.
2. ↑  "AYNALIKAVAK PAVILION" نسخة محفوظة 28 يناير 2016 على موقع واي باك مشين. National Palaces. Retrieved 18 August 2014 نسخة محفوظة 06 يوليو 2017 على موقع واي باك مشين.
3. ↑  "İslâm Ansiklopedisi Online (in Turkish)" نسخة محفوظة 28 ديسمبر 2015 على موقع واي باك مشين. PDF "TDV Encyclopedia of Islam". Retrieved 18 August 2014 نسخة محفوظة 29 يناير 2018 على موقع واي باك مشين.
4. ↑  Wiktionary yıldız نسخة محفوظة 9 أكتوبر 2016 على موقع واي باك مشين.
5. ↑  XVIII. yüzyıl sonunda, Sultan III. Selim (1789-1087) validesi Mihrişah Sultan için buraya başka bir kasır yaptırmış ve bu kasra "Yıldız" ismi verilmiştir.
Translation.
In the end of the 18th century, Sultan Selim III (1789-1807) built another pavilion here for his mother, Mihrişah and the pavilion was named "Yıldız".
www.kulturvarliklari.gov.tr نسخة محفوظة 20 أبريل 2015 على موقع واي باك مشين.
6. ↑  Dolmabahçe Means Filled Garden Istanbul Trails نسخة محفوظة 27 ديسمبر 2017 على موقع واي باك مشين.
7. ↑  Wiktionary bahçe نسخة محفوظة 9 أكتوبر 2016 على موقع واي باك مشين.
8. ↑  Dolmabahçe Palace was built by Sultan Abdulmecid (1839-1861) who was the thirty first Ottoman Sultan. The palace, whose construction commenced on June 13th, 1843, was brought into use on June 7th, 1856, upon completion of surrounding walls. National Palaces نسخة محفوظة 04 مايو 2017 على موقع واي باك مشين.
9. ↑  "IHLAMUR" مجمع اللغة التركية. Retrieved 18 August 2014 "نسخة مؤرشفة". مؤرشف من الأصل في 2015-09-24. اطلع عليه بتاريخ 2016-02-19.{{استشهاد ويب}}:  صيانة الاستشهاد: BOT: original URL status unknown (link)
10. ↑  "IHLAMUR PAVILIONS" نسخة محفوظة 8 فبراير 2016 على موقع واي باك مشين. National Palaces. Retrieved 18 August 2014 نسخة محفوظة 06 يوليو 2017 على موقع واي باك مشين.
11. ↑  "İslâm Ansiklopedisi Online (in Turkish)" نسخة محفوظة 28 ديسمبر 2015 على موقع واي باك مشين. PDF "TDV Encyclopedia of Islam". Retrieved 18 August 2014 نسخة محفوظة 29 يناير 2018 على موقع واي باك مشين.
12. ↑  Wiktionary küçük نسخة محفوظة 9 أغسطس 2016 على موقع واي باك مشين.
13. ↑  Wiktionary su نسخة محفوظة 31 مارس 2019 على موقع واي باك مشين.
14. ↑  The pavilion which was also used during the period of Sultan Mahmud II (1808-1839) was demolished by the order of Sultan Abdülmecid (1839-1861) and Küçüksu Pavilion was built there between the years 1856-1857. National Palaces نسخة محفوظة 06 يوليو 2017 على موقع واي باك مشين.
15. ↑  Küçüksu Pavilion was designed by Nikoğos Balyan and completed in 1857. Ministry of Culture and Tourism of the Republic of Turkey  نسخة محفوظة 04 مارس 2016 على موقع واي باك مشين.
16. ↑  Wiktionary beylerbey نسخة محفوظة 9 أكتوبر 2016 على موقع واي باك مشين.
17. ↑  it was constructed on demand of the sultan of the period, Sultan Abdülaziz (1861 - 1876). Construction of the palace was commenced on 6 August 1863 and it was formally opened to usage on 21 April 1865, Friday. National Palaces نسخة محفوظة 17 يونيو 2017 على موقع واي باك مشين.
18. ↑  Wiktionary čerâğ نسخة محفوظة 9 أكتوبر 2016 على موقع واي باك مشين.
19. ↑  Palaces of Istanbul نسخة محفوظة 12 يونيو 2017 على موقع واي باك مشين.
20. ↑  "İslâm Ansiklopedisi Online (in Turkish)" نسخة محفوظة 28 ديسمبر 2015 على موقع واي باك مشين. PDF "TDV Encyclopedia of Islam". Retrieved 18 August 2014 نسخة محفوظة 29 يناير 2018 على موقع واي باك مشين.

## معلومات
1. ↑   بنى السُلطان سليم الثالث هذا القصر لوالدته السلطانة مهرشاه